# Liste der Mitglieder der American Academy of Arts and Sciences/1952
Im Jahr 1952 wählte die American Academy of Arts and Sciences 91 Personen zu ihren Mitgliedern.

## Neu gewählte Mitglieder
- Donald Leslie Augustine (1895–1986)
- Walter Scott Baird (1908–1982)
- Alfred Hamilton Barr (1902–1981)
- Alan Barth (1906–1979)
- Pietro Belluschi (1899–1994)
- Manson Benedict (1907–2006)
- Leo Leroy Beranek (1914–2016)
- Bruce Hadley Billings (1915–1992)
- Edgar John Boell (1906–1996)
- Richard Henry Bolt (1911–2002)
- Peter Alexis Boodberg (1903–1972)
- John Otis Brew (1906–1988)
- Harold Claude Case (1902–1972)
- Alfonso Caso y Andrade (1896–1970)
- Leigh Edward Chadwick (1904–1975)
- Charles Richards Cherington (1913–1967)
- Halvor Niels Christensen (1915–2003)
- Margaret Antoinette Clapp (1910–1974)
- George Leonard Clarke (1905–1987)
- I. Bernard Cohen (1914–2003)
- James Bertram Collip (1892–1965)
- John Henshaw Crider (1906–1966)
- Geoffrey Crowther (1907–1972)
- Robert Eugene Cushman (1889–1969)
- David Dubinsky (1892–1983)
- Irwin Edman (1896–1954)
- John Petersen Elder (1913–1985)
- Thomas Hopkinson Eliot (1907–1991)
- Ralph Emerson (1912–1979)
- Karl Ritter von Frisch (1886–1982)
- John Kenneth Galbraith (1908–2006)
- Richard Hale Goodwin (1910–2007)
- Cornelis Jacobus Gorter (1907–1980)
- Frank Porter Graham (1886–1972)
- Donald Redfield Griffin (1915–2003)
- Jacob George Harrar (1906–1982)
- William Henry Hastie (1904–1976)
- Lawrence Joseph Heidt (1904–1983)
- Paul Gray Hoffman (1891–1974)
- Donald Frederick Hornig (1920–2013)
- James Gordon Horsfall (1905–1995)
- Henry Garrett Houghton (1905–1987)
- John Anthony Hrones (1912–2000)
- John Withers Irvine (1913–1998)
- Harrison Keller (1888–1979)
- George Frost Kennan (1904–2005)
- Gyorgy Kepes (1906–2001)
- George Wallace Kidder (1902–1996)
- Gilbert William King (1914–1982)
- George Sherman Lane (1902–1981)
- Morris Morgan Leighton (1887–1971)
- Wolf Leslau (1906–2006)
- Earl Randall Loew (1907–1988)
- Henry Margenau (1901–1997)
- Harold Somers Mickley (1918–2011)
- Francis Daniels Moore (1913–2001)
- Raymond Cecil Moore (1892–1974)
- Charles William Morris (1901–1979)
- Hallam Leonard Movius (1907–1987)
- Wayne Buckles Nottingham (1899–1964)
- Norman Judson Padelford (1903–1982)
- Christopher Hallowell Phillips (1920–2008)
- John Alvin Pierce (1907–1996)
- Robert Vivian Pound (1919–2010)
- Walter Philip Reuther (1907–1970)
- John Dombrowski Roberts (1918–2016)
- Raphaël Salem (1898–1963)
- Meyer Schapiro (1904–1996)
- Gerhard Schmidt (1901–1981)
- France Vinton Scholes (1897–1979)
- Arnold Max Seligman (1912–1976)
- Ascher Herman Shapiro (1916–2004)
- Clifford Kenyon Shipton (1902–1973)
- Franz Eugen Simon (1893–1956)
- Irwin Whiting Sizer (1910–2000)
- Burrhus Frederic Skinner (1904–1990)
- Margaret Chase Smith (1897–1995)
- George Davis Snell (1903–1996)
- Harry Caesar Solomon (1889–1982)
- Fredrick John Stare (1910–2002)
- George Ledyard Stebbins (1906–2000)
- Earl Place Stevenson (1893–1978)
- Carl Tenbroeck (1885–1966)
- Jaime Torres Bodet (1902–1974)
- Lionel Trilling (1905–1975)
- Herbert Henry Uhlig (1907–1993)
- Hao Wang (1921–1995)
- Cutler DeLong West (1903–1993)
- Elwyn Brooks White (1899–1985)
- Hurd Curtis Willett (1903–1992)
- Gordon Randolph Willey (1913–2002)